# Рудина (Кирджалійська область)
Ру́дина (болг. Рудина) — село в Кирджалійській області Болгарії. Входить до складу общини Кирджалі.

## Населення
За даними перепису населення 2011 року у селі проживали 173 особи, з них 169 осіб (98,3 %) — турки.
Розподіл населення за віком у 2011 році:
Динаміка населення: